# Saarijärvi (Gällivare socken, Lappland, 747163-168157)
Saarijärvi är en sjö i Gällivare kommun i Lappland och ingår i Kalixälvens huvudavrinningsområde. Sjön har en area på 0,66 kvadratkilometer och ligger 461 meter över havet. Saarijärvi ligger i Sjaunja Natura 2000-område.

## Delavrinningsområde
Saarijärvi ingår i det delavrinningsområde (747199-168053) som SMHI kallar för Utloppet av Saarijärvi. Medelhöjden är 465 meter över havet och ytan är 4,11 kvadratkilometer. Det finns inga avrinningsområden uppströms utan avrinningsområdet är högsta punkten. Ängesån (Liinajoki) som avvattnar avrinningsområdet har biflödesordning 2, vilket innebär att vattnet flödar genom totalt 2 vattendrag innan det når havet efter 279 kilometer. Avrinningsområdet består mestadels av skog (12 procent) och sankmarker (70 procent). Avrinningsområdet har 0,73 kvadratkilometer vattenytor vilket ger det en sjöprocent på 17,8 procent.